# 벨기에인
벨기에인(네덜란드어: Belgen, 프랑스어: Belges, 독일어: Belgier)은 서유럽의 연방 국가인 벨기에 왕국 출신자라고 여겨지는 사람을 의미한다. 벨기에는 다민족 국가이기 때문에, 벨기에인이라는 개념은 민족적 개념이라기 보다는 거주, 법적, 역사적 또는 문화적 개념으로 여겨질 수 있다. 그럼에도 벨기에인의 대다수는 벨기에를 원주로 하는 뚜렷한 두 민족 집단 또는 공동체(네덜란드어: gemeenschap 또는 프랑스어: communauté), 다시 말하여 벨기에의 역사적 지방인 플란데런의 네덜란드어를 구사하는 플람스인 그리고 프랑스어 또는 왈롱어를 구사하는 왈로니아의 왈롱인에 속한다. 또한 상당한 벨기에 디아스포라가 발생하여, 이들은 미국, 캐나다, 프랑스, 네덜란드에 주로 정착했다.

## 같이 보기
- 벨기에 사람 목록
- 플람스인
- 왈롱인